# 阿恩特
阿恩特（Arndt）可以指：

## 人物
- 迈克尔·阿恩特（德語：Michael Arndt，1970年11月22日－），美国编剧。
- 恩斯特·莫里茨·阿恩特（德語：Ernst Moritz Arndt 1769年12月26日－1860年1月29日），德国民族主义者和反犹太主义作家和诗人。
- 于尔根·阿恩特（德語：Jürgen Arndt，20世纪－），德国男子赛艇运动员。
- 约翰·阿恩特（德語：Johann Arndt；1555年－1621年），德国神学家。
- 马克西米利安·阿恩特（德語：Maximilian Arndt，1987年7月23日－），德国男子雪车运动员。

|  | 本页或本分段罗列了姓氏为「阿恩特」的人物。 如果是一个指代特定个人的内链将您引导到本页，請考慮修正該人物的名字以將链接指向正確的條目。 |